# Vinagrete

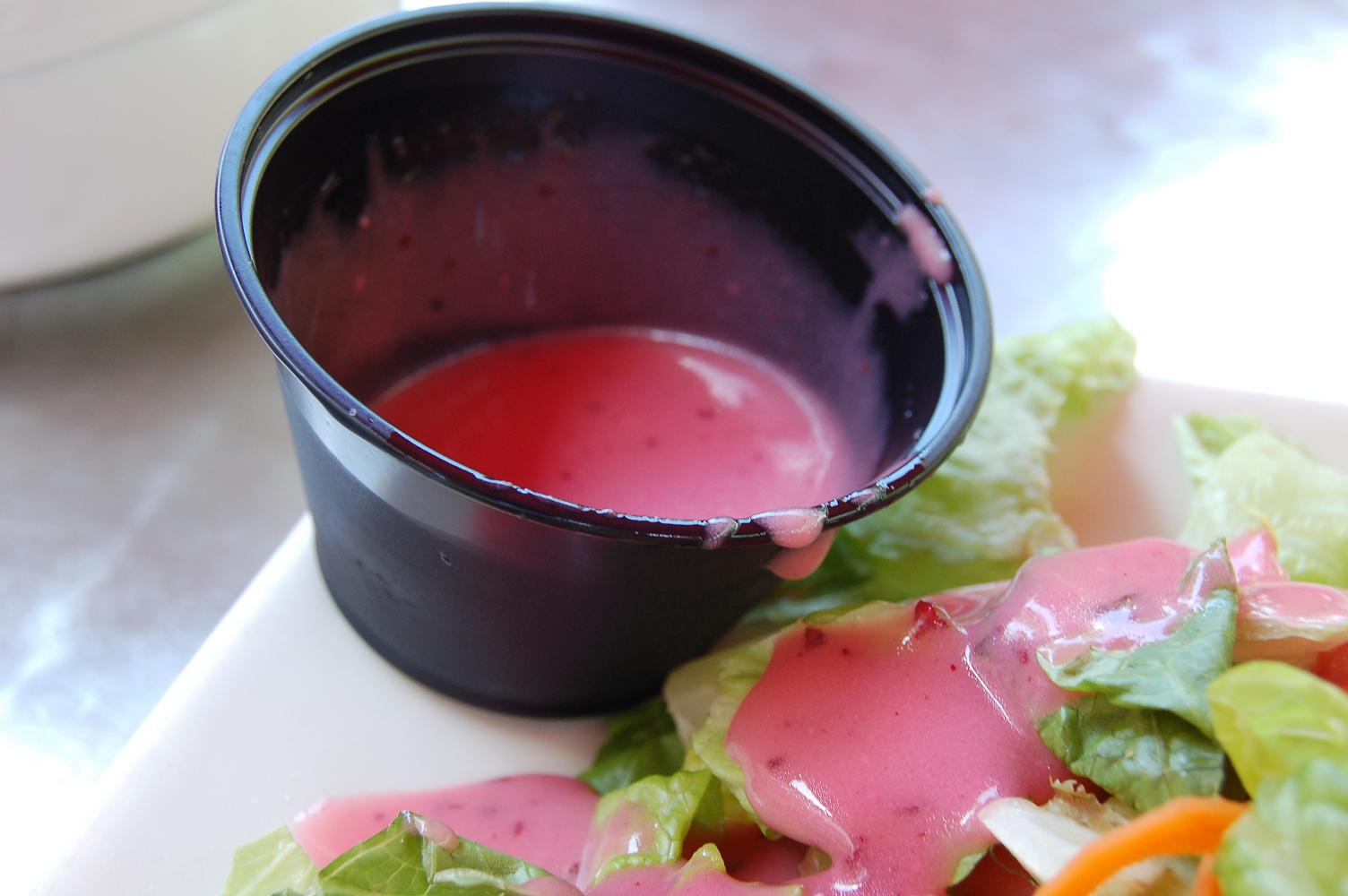
Vinagrete (molho a campanha)

Vinagrete é uma emulsão de vinagre e azeite, aromatizada com ervas frescas e especiarias, comumente usada como molho para salada e para marinar carne, marisco ou vegetais. Outros ingredientes podem incluir sumo de limão, mostarda, alho, cebola, óleo de canola, óleo de milho, etc.
O vinagrete pode ser guardado no frigorífico num recipiente selado durante várias semanas, podendo as ervas frescas (tais como tomilho, salsa, manjericão e cebolinho) ser adicionadas antes de servir.
No Brasil, o termo "vinagrete" é também usado para se referir a um molho (molho a vinagrete) preparado com cebola, tomate e pimentão picados, vinagre, azeite e sal, comumente usado para acompanhar churrascos e acarajé. Este não é recomendado a ficar guardado durante muito tempo antes de servir, visto que os vegetais tendem a murchar.[carece de fontes?]